# ویرجیلیو، لمباردی
ویرجیلیو (به ایتالیایی: Virgilio, Lombardy) یک کومونه در ایتالیا است که در استان منتووا واقع شده‌است.

## خصوصیات
ویرجیلیو ۳۱٫۳ کیلومترمربع مساحت و ۱۰٬۵۲۴ نفر جمعیت دارد.